# Enodisomacris curtipennis
Enodisomacris curtipennis är en insektsart som beskrevs av Cigliano 1989. Enodisomacris curtipennis ingår i släktet Enodisomacris och familjen Tristiridae. Inga underarter finns listade i Catalogue of Life.